# Конація
У філософії розуму і в психології конація стосується здатності застосовувати інтелектуальну енергію до завдання, щоб досягти його завершення або досягнення рішення. Конація відрізняється від інших психічних явищ, зокрема пізнання та відчуттів і описується як «знехтувана» порівняно з цими явищами. Вона може певною мірою збігатися з концепцією мотивації, але «здатність зосереджуватись і підтримувати наполегливі зусилля» розглядається як відповідніша конації.

## Визначення
Онлайн-словник Мерріам-Вебстер визначає конацію як «схильність (інстинкт або потяг) діяти цілеспрямовано». Слово походить від латинських слів conari (пробувати) і conatio (спроба). Моральна конація — це «здатність породжувати відповідальність і спонукання до моральних дій перед лицем труднощів і наполегливості долати труднощі».

## Історія
Едвін Борінг включив огляд історії цієї концепції в свою «Історію експериментальної психології», опубліковану в 1929 році, посилаючись на типологію пізнання, конації та почуттів Джеймса Уорда, а також на конацію як «відоме доктрину» Джорджа Стаута. Поділ розуму на пізнання, конацію (або бажання) і відчуття також описав Іммануїл Кант. Однак нещодавно Норман Шур включив слово «конація» до 1000 найскладніших (або часто забутих чи невідомих) слів англійської мови. Для Джорджа Берклі в його есе «De Motu» це був термін, якого слід уникати, тому що «ми не правильно розуміємо» його значення.

## Дослідження
Дослідники нейропсихології Ральф М. Рейтан і Дебора Вольфсон у дослідженні, опублікованому в 2000 році, розглядали виконання конкретних завдань, які, як було визнано, вимагають конативних здібностей, і припустили, що «конація, якою нехтували аспектом поведінки в нейропсихологічній оцінці, може бути відсутньою ланкою між когнітивними здібностями та прогнозуванням продуктивності в повсякденному житті».